# SP-249
A SP-249 é uma rodovia transversal do estado de São Paulo, administrada pelo Departamento de Estradas de Rodagem do Estado de São Paulo (DER-SP) e pela concessionária ViaPaulista.

## Denominações
Recebe as seguintes denominações em seu trajeto:
Nome:	Hiroshi Kosuge (Kantiam), Rodovia
- De - até:	SP-250 (Apiaí) - Ribeirão Branco
- Legislação:	LEI 14.260 DE 17/09/2010

Nome:	Pedro Rodrigues Garcia, Rodovia
- De - até:	Ribeirão Branco - Itapeva
- Legislação:	LEI 3.466 DE 24/08/82

Nome:	Eduardo Saigh, Rodovia
- De - até:	Itapeva - Coronel Macedo
- Legislação:	DEC. 18.387 DE 22/01/82

Nome:	Constante Pavan Junior, Engenheiro Agrônomo, Rodovia
- De - até:	Coronel Macedo - Taquarituba
- Legislação:	LEI 14.120 DE 04/06/2010

Nome:	Alfredo de Oliveira Carvalho, Rodovia
- De - até:	Taquarituba - Fartura (Divisa Paraná)
- Legislação:	LEI 5.375 DE 17/10/86

## Descrição
Principais pontos de passagem: Apiaí - Ribeirão Branco - Itapeva - Taquarituba - Fartura - Divisa PR

## Características

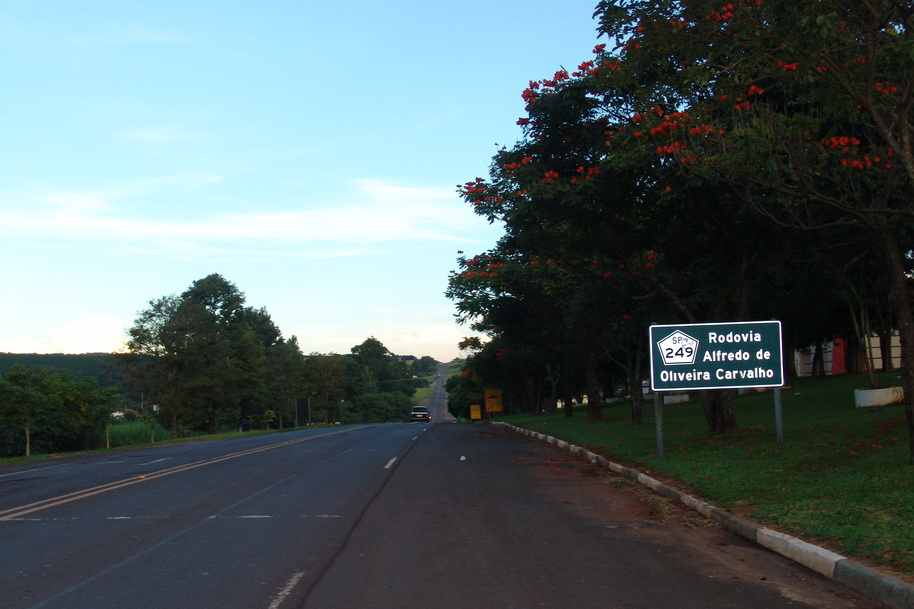
Trecho da SP-249 em Taguaí.

### Extensão
- Km Inicial: 0,000
- Km Final: 199,799

### Localidades atendidas
- Apiaí
- Ribeirão Branco
- Itapeva
- Itaberá
- Coronel Macedo
- Taquarituba
- Taguaí
- Fartura